# Daniel Rendón Herrera
Artikeln följer den spanska namnseden; faderns efternamn är Rendón och moderns efternamn Herrera.

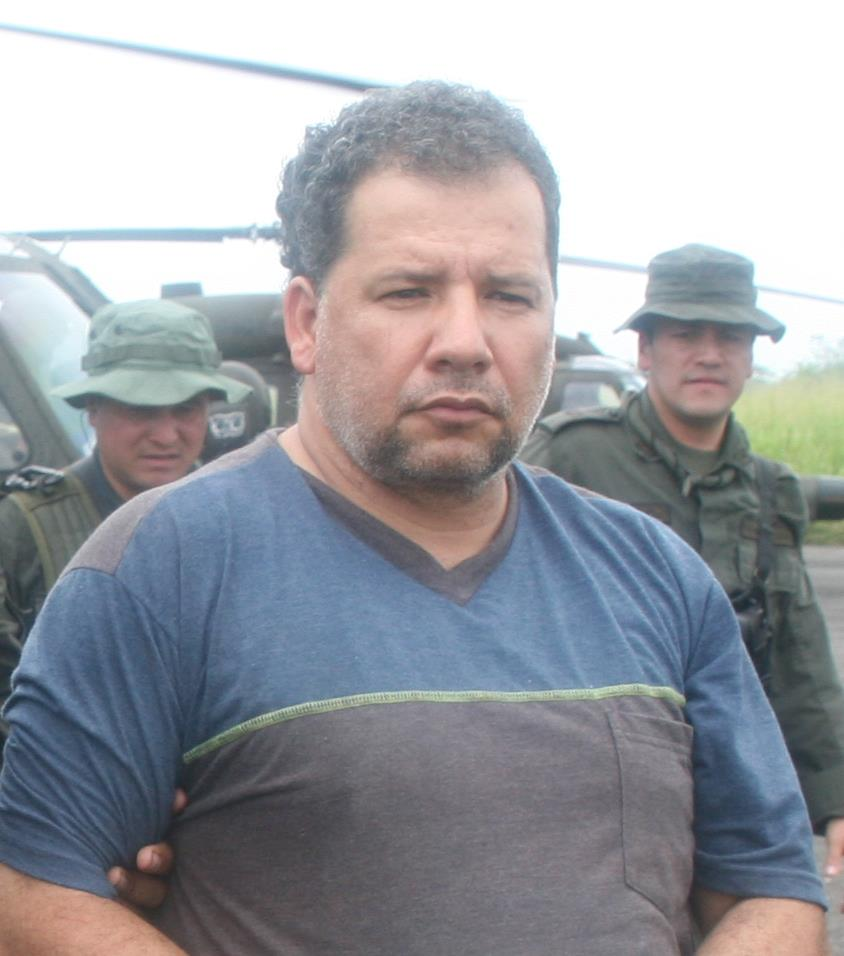
Daniel Rendón Herrera i april 2009.

Daniel Rendón Herrera, kallas Don Mario, född 12 november 1964 i Amalfi i Antioquia, är en colombiansk knarkkung som ledde drogkartellerna Los Gaitanistas och Los Urabeños samt paramilitära organisationen Águilas Negras, som hade grundats av vännen Vicente Castaño Gil.
I april 2009 slog colombiansk polis till mot staden Apartado och arresterade bland annat Rendón Herrera. Året efter begärde USA att han skulle bli utlämnad men Colombia sa nej. I januari 2011 blev han dömd till 17 års fängelse för att ha beordrat om att kidnappa och mörda advokaten Jose Absalom Achury Florez. 2018 gick Colombia med på att lämna ut Rendón Herrera till USA och han ställdes inför federal domstol i Brooklyn i New York. Han är placerad på Metropolitan Detention Center, Brooklyn i väntan på dom.